# Meteorus anicus
Meteorus anicus är en stekelart som beskrevs av Trevor Huddleston 1983. Meteorus anicus ingår i släktet Meteorus och familjen bracksteklar. Inga underarter finns listade i Catalogue of Life.